# Кавалерійська армійська група
Кавалерійська армійська група (рос. Кавалерийская армейская группа) — армійська група радянських військ, що діяла у складі Українського фронту за часів вторгнення в Польщу.

## Історія
Кавалерійська армійська група сформована на виконання постанови Головної Військової ради Червоної Армії від 26 липня 1938 року на території Київського військового округу з одночасним перетворенням його в Київський Особливий військовий округ (далі КОВО).
Управління армійської групи формувалося на базі управління кавалерійської інспекції в місті Проскурів. Кавалерійська група була об'єднанням рухомого типу, яке складалося двох кавалерійських корпусів і частин артилерії, інженерних військ та забезпечення.
16 вересня 1939 року Кавалерійська армійська група перейменована на Кам'янець-Подільську армійську групу, яка увійшла до складу Українського фронту, що вторгся до Польщі наступного дня.
28 вересня 1939 року в ході військової операції з окупації Західної України радянськими військами 12-та армія Українського фронту була поділена на 12-у армію і Кавалерійську армійську групу 2-го формування.

## Командувачі
- комкор Горячев Є. І. (28 липня — 12 грудня 1938);
- командарм другого рангу Тюленєв І. В. (12 грудня 1938 — 16 вересня 1939).

## Кавалерійська армійська група
| Сформована                          | У складі          | Час існування                                                  | Бойовий шлях битви, операції, бої | Бойовий шлях битви, операції, бої | Склад                  | Подальша доля | Командувачі   |
| Сформована                          | У складі          | Час існування                                                  | Оборонні                          | Наступальні                       | Склад                  | Подальша доля | Командувачі   |
| ----------------------------------- | ----------------- | -------------------------------------------------------------- | --------------------------------- | --------------------------------- | ---------------------- | ------------- | ------------- |
| сформованаКам'янець-Подільської АГр | Український фронт | 26 липня 1938 — 16 вересня 193928 вересня — кінець жовтня 1939 | Не брала участі                   | Польський похід                   | 2-й кк, 4-й кк, 5-й кк | розформована  | Тюленєв І. В. |